# Kvasitopologiskt rum
Inom matematiken är ett kvasitopologiskt rum en mängd med en kvasitopologi. En kvasitopologi av mängden X är en funktion som associerar till varje kompakt Hausdorffrum C en samling avbildningar från C till X som satisfierar vissa naturliga krav. De introducerades av Edwin Spanier, som bevisade att mängden av alla kontinuerliga avbildningar från ett rum till ett annat har en naturlig kvasitopologi.